# Caos (mitologia)
Caos (em grego:  Χάος, transl.: Cháos), na mitologia grega segundo Hesíodo, é o primeiro deus primordial a surgir no universo, portanto a mais velha das formas de consciência divina.
Seu nome deriva do grego antigo kháos (χάος), que significa "abismo", "vazio" ou "imensidão do espaço", referindo-se ao espaço vazio primordial.
O poeta romano Ovídio atribuou a noção de desordem e confusão à divindade Caos. Todavia, Caos seria para os gregos o contrário de Eros. Caos parece ser uma força catabólica, que gera por meio da cisão, assim como os organismos mais primitivos estudados pela biologia, enquanto Eros é uma força de junção e união.

## Filhos
Os filhos de Caos nasceram de cisões assim como se reproduzem os seres unicelulares (mitose). Nix (Noite) e Érebo (Escuridão) nasceram a partir de "pedaços" do Caos. E do mesmo modo, os filhos de Nix nasceram de "pedaços" seus; como afirma Hesíodo: sem a união sexual. Portanto a família de Caos se origina de forma assexuada.
Ou seja, na mitologia grega, Caos é "pai-mãe" de Nix e Érebo, e "irmão-irmã" (ou pai-mãe em outras versões) de Gaia, Tártaro e Eros. Em outras versões, Eros era filho de Afrodite.

## A natureza e a antítese de Caos
Se Caos gera através da separação e distinção dos elementos, e Eros através da união ou fusão destes, parece mais lógico que a ideia de confusão e de indistinção elemental pertença a Eros. Eros age de tal modo sobre os elementos do Universo, que poderia fundi-los numa confusão inexorável. Assim, seu irmão Anteros, que nasceria do mesmo modo que Gaia, Tártaro e Eros, equilibra sua força unificadora através da repulsa dos elementos.
Caos é, então, uma força antiga e obscura que manifesta a vida por meio da cisão dos elementos. Caos parece ser um deus andrógino, trazendo em si tanto o masculino quanto o feminino. Esta é uma característica comum a todos os deuses criadores em várias mitologias.[carece de fontes?]
É frequente, devido à divulgação das ideias de Ovídio, considerar Caos como uma força sem forma ou aparência. Isso não é de todo uma inverdade. Na pré-história grega, tanto Caos como Eros eram representados como forças sem forma. Eros era representado por uma pedra.